# Sân bay Liège
Sân bay Liège (IATA: LGG, ICAO: EBLG), cũng gọi là Liège-Bierset, là một sân bay vận tải hàng hóa quan trọng ở Bỉ. Cuối năm 2007, đây là sân bay hàng hóa lớn thứ 8 ở châu Âu  là sân bay vận tải hàng hóa lớn thứ 38 thế giới .
Sân bay này nằm ở tây bắc thành phố Liège, phía đông Bỉ. Sân bay này chủ yếu phục vụ vận tải hàng hóa nhưng cũng kết nối vận chuyến hành khách với 21 điểm khác, chủ yếu là các chuyến bay thuê bao. Đây là trung tâm chính của hãng TNT Airways.

## Các hãng hàng không và tuyến bay
- AMC Aviation
- Corendon Airlines (Antalya)
- Freebird Airlines
- Jetairfly (Alicante, Antalya, Bodrum, Djerba, Gran Canaria, Heraklion, Hurghada, Ibiza, Izmir, Kos, Málaga, Mallorca, Monastir, Rhodos, Tel Aviv, Tenerife-South)
- Nouvelair (Monastir)
- Pegasus Airlines
- Sky Airlines
- TNT Airways
- Tunisair
- Viking Airlines
- XL Airways France